# Sonrisas
Las galletitas Sonrisas son una tradicional marca comercial de galletitas producidas originalmente por Bagley, ahora Arcor. Está compuesta por dos tapas de galletas, presentando la superior tres orificios con los cuales se conforma una típica representación smiley de color rojo. Si bien su fabricante ha probado distintas opciones de comercialización, cambiando el gusto del relleno o presentando galletas de una sola tapa, la variante característica es la rellena con mermelada de frambuesa. Sonrisas es una de las marcas más consumidas y reconocidas por los consumidores argentinos.